# The Medusa Chronicles
The Medusa Chronicles este un roman științifico-fantastic din 2016 scris de Alastair Reynolds și Stephen Baxter, o continuare a nuvelei lui Arthur C. Clarke Întâlnire cu Meduza din 1971.

## Prezentare
Romanul se extinde pe premisa nuvelei lui Clarke, ducând personajul principal în viitorul îndepărtat, mergând în trecut și pentru a arăta că atât romanul, cât și nuvela originală a lui Clarke au loc într-o istorie alternativă în care, în 1968, NASA și Programul spațial sovietic s-au unit pentru a preveni impactul unui asteroid cu Pământul.

## Recepție
Un recenzor al Publishers Weekly a declarat: „Abordarea romanului vine în detrimentul unei adâncimi psihologice, dar fanii celorlalte opere ale autorilor nu vor fi dezamăgiți”. Allen Stroud pe site-ul SF Book Review a menționat că „The Medusa Chronicles este o lectură excelentă, care continuă de acolo de unde Clarke și-a lăsat personajul principal și îi extinde ideile într-un mod care îi aduce un omagiu, dar arată și valoarea celor doi scriitori care au ales să contribuie la această viitoare lume fictivă”.